# ملیک مانوکیان
ملیک ساریبکی مانوکیان (ارمنی: Մելիք Սարիբեկի Մանուկյան؛ زادهٔ ۵ مهٔ ۱۹۵۵) یک اقتصاددان و سیاستمدار اهل ارمنستان است که از تاریخ ۲۰۰۳ تا تاریخ ۲۰۱۸ سمت نمایندگی دوره‌های سوم تا ششممجلس ملی جمهوری ارمنستان را برعهده داشت 

## زندگی‌نامه
در 	۵ مهٔ ۱۹۵۵ در روستای سارانیست به دنیا آمد .